# Benjamin Harrison V
Ne doit pas être confondu avec Benjamin Harrison.
Pour les articles homonymes, voir Harrison.
Benjamin Harrison V, né le 5 avril 1726, mort le 24 avril 1791, était un planteur esclavagiste américain, un leader révolutionnaire et un signataire de la déclaration d'indépendance des États-Unis. Son fils, William Henry Harrison, et son arrière-petit-fils, Benjamin Harrison, deviendront présidents des États-Unis.

## Biographie

### Famille et enfance

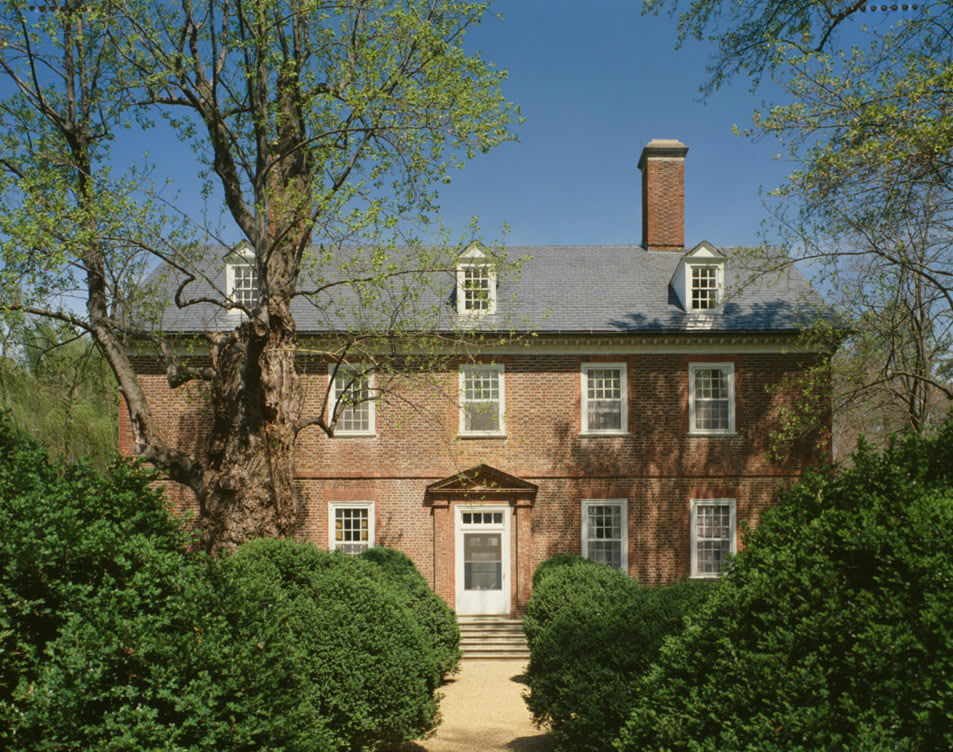
Maison des maîtres de la plantation de Berkeley, maison familiale en Virginie.

Il est le fils de Benjamin Harrison IV (1693-1745) et d'Anne Carter (1702-1743) et le petit-fils de Robert Carter Ier  (1663-1732); son cousin est le propriétaire de plantations Robert Carter. Son beau-frère, Peyton Randolf, qui était aussi un cousin de Thomas Jefferson, fut représentant à la Chambre des Bourgeois de Virginie. Il se marie avec sa cousine Elizabeth Bassett.
Il suit une éducation au Collège de William et Mary, et fut la première personne de la famille Harrison à devenir une figure nationale.

### Carrière politique
Il est le représentant du comté de Surry (1756-1758) et du comté de Charles City (1766-1776) à la Chambre des Bourgeois de Virginie.
Il est délégué de la Virginia au Congrès continental de 1774 à 1777, signe la Déclaration d'indépendance des États-Unis en 1776 et devient gouverneur de Virginie de 1781 à 1784. Il participe de nouveau à la législature de l'État, mais est défait de ses fonctions par John Tyler Senior, le père du futur président président John Tyler. Il est cependant élu dans un district voisin où il sert jusqu'à sa mort en 1791.
Harrison a vécu toute sa vie à la plantation de Berkeley, la maison familiale Harrison en Virginie, où ses enfants sont nés.

## Descendance et héritage
Son fils, William Henry Harrison (1773-1841), et son arrière-petit-fils, Benjamin Harrison (1833-1901), deviendront présidents des États-Unis. En plus de William, le cadet, ils avaient six autres enfants: Lucie (1749-1809), Elisabeth (1751-1791), Anna (1753-1821), Benjamin VI (1755-1799), Carter Bassett (1756-1808) et Sarah (1770-1812).
Le comté de Harrison en Virginie-Occidentale, créé en 1784, fut nommé ainsi en son honneur.